# Roy Grounds
Sir Roy Burman Grounds né le 18 décembre 1905 et mort le 7 mars 1981 fut un des plus illustres architectes australiens du mouvement d'architecture moderne.

## Biographie

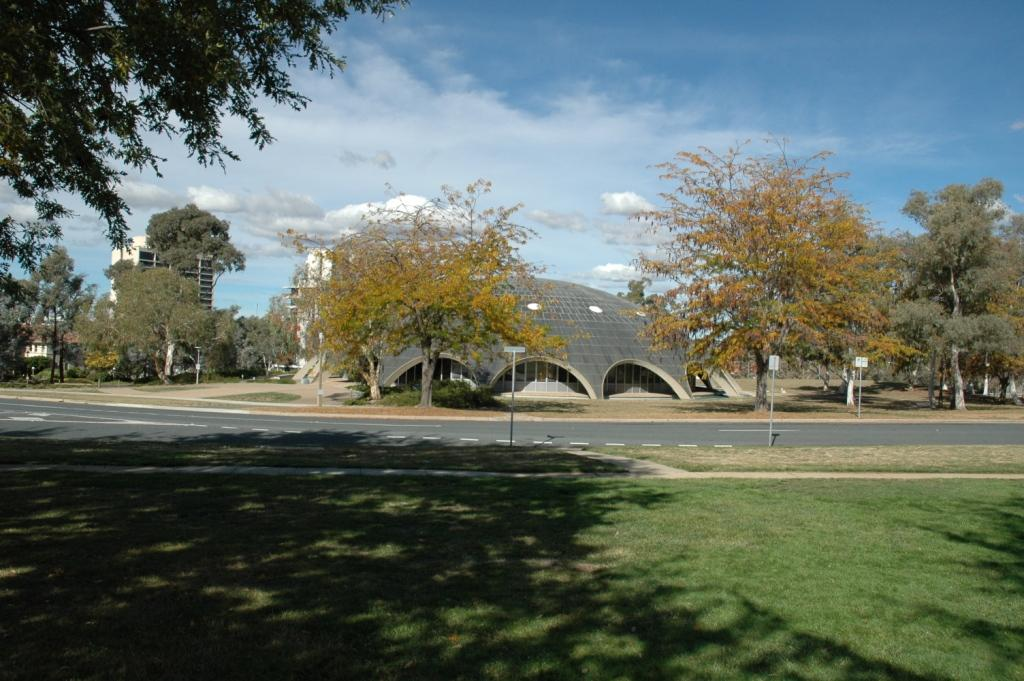
Le Shine Dome de lAustralian Academy of Science à Canberra.

Né à Melbourne, Roy Grounds a étudié au Scotch College, puis à l’Université de Melbourne, et a travaillé pour le cabinet d’architecture Blackett, Forster et Craig. En 1932, il obtint un prix du Royal Victorian Institute of Architects (RVIA) et quitta Melbourne pour aller travailler en Angleterre et aux États-Unis pendant deux ans, ce qui lui permit de se familiariser avec les courants et grands projets architecturaux contemporains.
À son retour en Australie, Grounds s'associa à Geoffrey Mewton pour concevoir plusieurs maisons fortement influencées par le mouvement moderne, en particulier le modernisme simple et brutal de l'architecte américain William Wurster, originaire de la côte ouest américaine. Grouinds a mis fin à ce partenariat en 1936 et est parti en Angleterre jusqu'en 1939.
Il établit son propre cabinet entre 1939 et 1942 et conçut une série d'appartements exceptionnellement modernes pour l'époque qui lui confortèrent sa réputation actuelle. Au cours de la Seconde Guerre mondiale, il a servi dans la Royal Australian Air Force, effectuant des travaux et des œuvres de camouflage. Après la guerre, Grounds prit sa retraite pendant quelques années avant de revenir en 1951 en tant que maître de conférence à la School of Architecture de l’Université de Melbourne. En 1953, il reprend l'activité de son cabinet et conçoit une série de maisons, (comprenant les siennes), à base de formes géométriques.
Grounds reçut la RAIA en 1968 et fut promu chevalier en 1969.
En 2011, avec l’ouverture du Musée des arts anciens et nouveaux (MONA) à Hobart, en Tasmanie, deux maisons conçues et construites par Grounds en 1957-1919 pour Claudio Alcorso sur le domaine de Moorilla - le palais de justice et la maison ronde - sont devenues respectivement l'accueil et la bibliothèque du plus grand musée privé d'Australie.

## L'œuvre
- 'The Ship' (Grounds' family house), Mt Eliza (1935)
- Lyncroft, Shoreham (1935)
- Evan Price House, Essendon (1935)
- House, 236 Kooyong Road, Toorak (1935)
- Chateau Tahbilk homestead, Tahbilk (1935)
- Ramsay House, Mt Eliza (1937)
- Clendon Flats, Armadale (1940)
- Moonbria Flats, Toorak (1941)
- Quamby Flats, Toorak (1941)
- Leyser House, Kew (1952)
- Grounds House et appartements, Hill Street, Toorak (1953)
- Henty House (Round house), Frankston South (1953)
- Currawong Ski Lodge, Thredbo (1957)[3]
- Moorilla Estate, Hobart (1958–9), à ce jour partie du The Museum of Old and New Art (MONA, by architects Fender Katsalidis)
- Shine Dome, Australian Academy of Science, Canberra (1959)
- Botany Building Australian National University, Canberra (1968)
- National Gallery of Victoria, St Kilda Road, Melbourne (1959–68)
- Medley Building, Melbourne University (1968-71)
- Robert Blackwood Hall, Monash University, Victoria (1971)
- Swan Hill Pioneer Settlement & Folk Museum expansion, Victoria (early 1970s)
- Wrest Point Hotel Casino, Hobart, Tasmania (1973)
- Myer and Nicholas families homes, Toorak, Melbourne (1970s)
- Arts Centre Melbourne, St Kilda Road, Melbourne (1969–84)